# Academia Portuguesa das Artes e Ciências Cinematográficas
A Academia Portuguesa das Artes e Ciências Cinematográficas, também designada de Academia Portuguesa de Cinema, é uma instituição portuguesa fundada 8 de julho de 2011 que apoia e divulga o Cinema português, em Portugal e no estrangeiro.
A Academia Portuguesa de Cinema é responsável pela outorga anual dos Prémios Sophia, os prémios anuais do cinema português.

## Prémios
A Academia Portuguesa atribui vários prémios anuais:
- Prémios Sophia
- Sophia Estudante
- Prémio Bárbara Virgínia
- Prémio Nico

## Prémio Bárbara Virgínia
Em 2015 Academia Portuguesa de Cinema passou a atribuir o primeiro "Prémio Bárbara Virgínia" com o intuito de homenagear mulheres que se distinguiram no cinema português. A denominação homenageia também a cineasta e atriz Bárbara Virgínia, falecida em março de 2015. O troféu foi concebido pelo pintor e escultor Leonel Moura.
- 2015 - Leonor Silveira[2][3]
- 2016 - Laura Soveral[3][5]
- 2017 - Teresa Ferreira (colorista)[3]
- 2018 - Júlia Buisel[4]